# Marguerite Beaudry
Marguerite Beaudry, née le 5 avril 1926 à Québec, est une romancière et journaliste canadienne. 

## Biographie

### Origines et Études
Marguerite Beaudry naît le 5 avril 1926 à Québec. En 1958, elle fait ses études en philosophie et en création littéraire à l'Université de Montréal en 1961.

### Carrière
Entre 1956 et 1959, elle est travailleuse sociale auprès des réfugiés hongrois. Ensuite elle passe de rédactrice et correctrice d'épreuves à l'émission La Semaine à Radio-Canada  de 1960 à 1967 à rédactrice en chef d'Ici Radio-Canada jusqu'en 1984. 
En 1976, après la mort de sa sœur, elle décide d'écrire son premier roman Tout un été, l'hiver suivi de son deuxième, Debout dans le soleil en 1977. En 1980, elle bénéficie d'une bourse d'aide à la création qui lui permettra de commencer à écrire à plein temps.
Marguerite Beaudry est membre du Centre québécois PEN international et de l'Union des écrivaines et des écrivains québécois.

## Œuvres

### Autobiographie
(fr) Souvenirs d'amours, Montréal, Libre expression, 1998 (ISBN 9782891113502).

### Romans
(fr) Le verglas comme miroir, Montréal, Trait d'union, 1999 (ISBN 9782922572117).

### Autres
(fr) Debout dans le soleil, Montréal, Quinze, 1977 (ISBN 9780885651146).
(fr) Le rendez-vous de Samarcande, Libre expression, 1981 (ISBN 978-2-89111-090-7).
(fr) Les yeux ne sont pas faits que pour pleurer, Montréal, Libre expression, coll. « Mystère », 1985 (ISBN 9782891112659).